# IC 2201
IC 2201 је спирална галаксија у сазвјежђу Близанци која се налази на листи објеката дубоког неба у Индекс каталогу.
Деклинација објекта је + 33° 7' 23" а ректасцензија 7h 36m 16,8s. Привидна величина (магнитуда) објекта IC 2201 износи 14,0 а фотографска магнитуда 14,9. IC 2201 је још познат и под ознакама UGC 3926, MCG 6-17-20, CGCG 177-36, NPM1G +33.0110, PGC 21372.